# Kaliumperoxodisulfaat
Kaliumperoxodisulfaat (K2S2O8), ook aangeduid als kaliumpersulfaat, is het kaliumzout van peroxodizwavelzuur. Het komt voor als een wit poeder. De naam persulfaat is niet helemaal juist: er bestaan namelijk ook enkelvoudige sulfaatcomplexen die een peroxide-eenheid bevatten.

## Synthese
Kaliumperoxodisulfaat wordt gesynthetiseerd door elektrolyse van een geconcentreerde waterige oplossing van kaliumsulfaat of kaliumwaterstofsulfaat:
{\displaystyle {\ce {2KHSO4 -> K2S2O8 + H2}}}

## Toepassingen
Kaliumperoxodisulfaat wordt gebruikt als broodverbeteraar (E922). In de organische chemie wordt het gebruikt als oxidator. Bij gel-elektroforese wordt bij de bereiding van de gel kaliumperoxodisulfaat soms als initiator gebruikt.